# Stora Madgölen
Stora Madgölen är en sjö i Nybro kommun i Småland och ingår i Alsteråns huvudavrinningsområde.